# Суперкубок Киргизстану з футболу 2011
Суперкубок Киргизстану з футболу 2011  — 1-й розіграш турніру. Матч відбувся 9 квітня 2011 року між чемпіоном Киргизстану клубом Нефтчі та володарем кубка Киргизстану клубом Дордой.
| Володар Суперкубка Киргизстану 2011 |
| ----------------------------------- |
|                                     |
| Нефтчі Перший титул                 |

## Матч

### Деталі
| 9 квітня 2011 |

| Нефтчі                         | 2:1 дч   | Дордой       |
| ------------------------------ | -------- | ------------ |
| Павлов 83' Пилипас 112' (пен.) | Протокол | Харченко 18' |

| Центральний стадіон, Кант Арбітр: Сергій Кравченко |